# Emil Erne
Emil Erne (* 20. September 1948 in Bern) ist ein Schweizer Historiker und Archivar.

## Leben und Wirken
Erne studierte Geschichte und Germanistik an den Universitäten Bern und Kiel und wurde 1986 in Bern promoviert. Seine Forschungsschwerpunkte sind Sozietäten der Aufklärung, Zeitschriften im 18. Jahrhundert und Stadtgeschichte von Bern seit 1798.
Von 1990 bis 2011 war er als Stadtarchivar verantwortlich für das Stadtarchiv Bern. Er ist auch Stiftungsrat der Stiftung für kulturwissenschaftliche Forschungen in Engi GL und war Präsident der Herausgeberkommission der Berner Zeitschrift für Geschichte und Heimatkunde.
Erne gehörte bis 2022 der dreiköpfigen «Kommission für Strassenbenennung» der Stadt Bern an. Er bewirkte, dass der Berner Gemeinderat achtzehn Strassen um das Zentrum Paul Klee nach Namen von dessen Gemälden benannte.

## Schriften (Auswahl)
- Geschichte der Arbeiterbibliothek Bümpliz. Arbeiterbibliothek Bümpliz, Bümpliz 1985 (Sonderdruck).
- Die schweizerischen Sozietäten. Lexikalische Darstellung der Reformgesellschaften des 18. Jahrhunderts in der Schweiz. Chronos, Zürich 1988, ISBN 3-905278-27-8 (Dissertation, Universität Bern, 1986).
- Bümpliz. Königshof, Bauerndorf, Stadtteil – zur Geschichte der alten Gemeinde Bümpliz und des Stadtteils VI der Stadt Bern. GSL, Bern 1994.
- mit Peter Leuenberger: Bern. Eine Stadt vor 100 Jahren. Bilder und Berichte. Stauffacher, Bern 1997.
- mit Hanspeter Marti: Index der deutsch- und lateinsprachigen Schweizer Zeitschriften von den Anfängen bis 1750. Schwabe, Basel 1998, ISBN 3-7965-1061-2.
- mit Christian Pfister, Hans-Rudolf Egli (Hrsg.), Emil Erne (Gesamtredaktion): Historisch-Statistischer Atlas des Kantons Bern 1750–1995. Umwelt, Bevölkerung, Wirtschaft, Politik. Historischer Verein des Kantons Bern, Bern 1998, ISBN 3-85731-020-0.
- mit Paul Loeliger: Bümpliz in alten Ansichten. Europäische Bibliothek, Zaltbommel 1999, ISBN 90-288-1425-6.
- mit Robert Barth, Christian Lüthi (Hrsg.): Bern – die Geschichte der Stadt im 19. und 20. Jahrhundert. Stadtentwicklung, Gesellschaft, Wirtschaft, Politik, Kultur. Stämpfli, Bern 2003, ISBN 3-7272-1271-3.